# 銀色貝氏石首魚
銀色貝氏石首魚為輻鰭魚綱鱸形目鱸亞目石首魚科的其中一種，分布於西大西洋區，從美國紐約州至墨西哥北部海域，本魚上半部顏色銀色、綠色或藍色，腹部銀色略微黃明亮，魚鰭黃色。口端位，中等大小且斜，下巴沒有觸鬚，前鰓蓋骨帶刺，體長可達30公分，棲息在沿岸沙泥底質海域，偶爾會進入河口，屬肉食性，以魚類、甲殼類及蠕蟲為食，可做為食用魚或餌魚。